# إريك يتيباري
إريك يتيباري (بالإنجليزية: Eric Etebari)‏ هو عارض وممثل أمريكي، ولد في 5 ديسمبر 1969 بهوليوود في الولايات المتحدة.

## أعمال

### أفلام
- (2004) هاتف خلوي[1]
- (2014) سلوك مخزي[2][3]

### مسلسلات
- ميامي
- كاسل

## وصلات خارجية
- إريك يتيباري على موقع IMDb (الإنجليزية)
- إريك يتيباري على موقع ألو سيني (الفرنسية)
- إريك يتيباري على موقع أول موفي (الإنجليزية)
- إريك يتيباري على موقع قاعدة بيانات الأفلام السويدية (السويدية)
- إريك يتيباري على موقع قاعدة بيانات الفيلم (الإنجليزية)
- إريك يتيباري على موقع كينوبويسك (الروسية)